# Kézfogás
A kézfogás egy világszerte széles körben elterjedt, üdvözlésre és/vagy búcsúzásra használt szokás, melynek során a két fél megfogja egymás kezét, legtöbb esetben röviden kezet is ráznak.
A kézfogás általában a jobb kézzel történik az etikett miatt, mivel a történelem során a katonák jobb kézzel fogták a fegyvert, ezzel azt fejezzük ki, hogy mivel a jobb kezünk foglalt, békés szándékú az üdvözlésünk.

## Történelme
A kézfogás már a történelem kezdetétől jelen volt, bár írásos feljegyzések csak időszámításunk előtt 500 évvel, az ókori Görögországban készültek először róla, de az ugyancsak ókori sumérok már 2900 évvel ezelőtt megörökítették a kézfogás fontossagát az akkori reliefeken.
A kézfogás jelentősen visszaszorult a Covid19-pandémia hatására, mivel az emberek kerülni kezdték a közvetlen érintkezést egymással.

## Kultúrákra jellemző kézfogások
A kézfogás általában találkozás, üdvözlés, elválás, gratuláció, hálával és megállapodás megkötésével történik. A sportban vagy más versenyképes tevékenységben a jó teljesítmény jele. Célja a bizalom, a tisztelet, az egyensúly és az egyenlőség közvetítése. Ha megállapodás születik, a megállapodás nem hivatalos, amíg a kezek nem engedik el egymást.
Hacsak az egészségügyi problémák vagy a helyi szokások másként nem határozzák meg, a kézfogás általában csupasz kézzel történik. Ez azonban a helyzettől függ.
- Az angolszász országokban a kézfogás gyakran feltűnik az üzleti helyzetekben. A kevésbé hivatalos helyzetekben a férfiak jobban szeretnek kezet fogni, mint a nők.
- Németalföldön az emberek sokkal gyakrabban fognak kezet, különösen a találkozások alkalmával.
- Ausztriában az emberek kezet ráznak, amikor találkoznak, gyakran a gyerekek is.